# 仙台市電
仙台市電（せんだいしでん）は、宮城県仙台市にあった路面電車（市電）である。1926年（大正15年）11月25日に開業し、1976年（昭和51年）3月31日まで営業した。主要な路線として、仙台市の中心部に環状の路線があり、加えて四方へ延びる支線を備えていた。開業当初から公営であり、廃止時点で仙台市交通局がこれを運営していた。

## 歴史

### 構想から開業まで
仙台市は、1907年（明治40年）から「上水道整備」「電気事業（市営電気）」「市区改正」「市街電車敷設」「公園設置」の『五大事業』を推進した。しかし、市街電車事業は、道路の拡幅や新設、そして多大な経費が必要な難事業であり、その実現には時間を要した。1918年（大正7年）、仙台市は交通調査委員を設け、東北帝国大学教授の武藤盛勝に調査を依頼した。武藤は仙台市電気鉄道調査書を作成して市に報告したが、これは後の市電とほぼ同じ一周線、長町線、原町線からなる路線を提案するものだった。1920年（大正9年）に市会が市内電車急設を求める決議をした。市営電気事業の市外部分を宮城県に売却することになったため、その収入を当て込んで、1923年（大正12年）3月の市会でようやく具体案が採択された。総額265万円と見込んだ設置費用は電気事業の売却益のほか、市債と寄付に頼った。この年、仙台市は軌道の特許を取得し、1925年（大正14年）に着工した。
工事は順調に進み、1926年（大正15年）11月25日に仙台市電は営業を開始した。この時の路線は、鉄道省の仙台駅前から南町通りを経て当時の大町一丁目（公会堂）へ至る路線と、やはり省線の仙台駅前から荒町へ至る路線の、あわせて2系統があった。車両については、川崎造船所製の木造四輪単車10両が用意され、5両が大町系統に、3両が荒町系統にあてられ、2両が予備車となった。市電の開通は盛大に祝われ、紅白饅頭が配られたり、電柱に国旗が掲げられるなどした。花電車の運行もあった。開業した11月中、1日当たり平均8590人の乗客が市電を利用した。
1927年（昭和2年）4月に大町から大学病院前までの区間が開通して、環状線の半分が完成した。同年10月には仙台駅前から北方向の光禅寺通りへ路線が延び、12月に県庁前まで、1928年（昭和3年）3月に大学病院前まで開通して、これによって循環線が完成した。4月に南町通りから芭蕉の辻までの短い支線が竣工し、これによって仙台市電の第一期分の工事が終了した。開業時の運賃は3区制であり、1区間につき4銭だった。1927年（昭和2年）11月からは全区間5銭で乗れるようになった。回数券と通勤回数券が用意されたが、定期券はなかった。
市電の建設は街路の整備と密接な関係をもって行われた。これ以後に行われる支線の整備もやはり街路の整備とあわせて行われることになる。

### 路線の拡大と戦争の影響

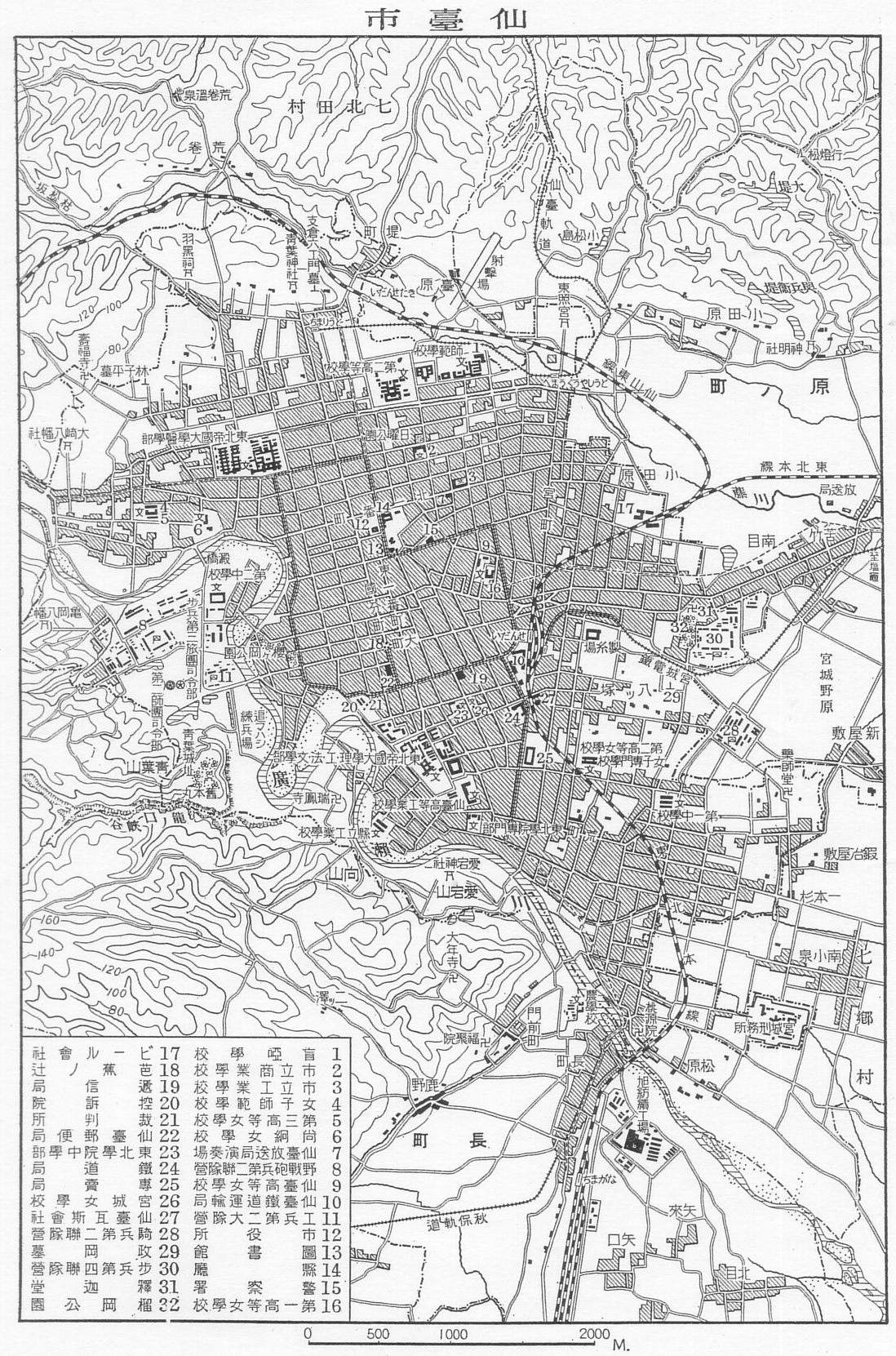
1927年（昭和2年）頃の仙台市および近郊地図。循環線、芭蕉の辻線、および荒町までの路線が実線で図示されている。第1期工事完了時の姿である。計画路線は点線で表されている。

第1期工事が完了した1928年（昭和3年）、仙台では東北産業博覧会が開かれ、仙台市電はこれへの旅客輸送で活況を呈した。この年の仙台市電の1日平均乗車人員は2万5000人だったが、翌年には乗客数が減少に転じた。当時、日本の景気は悪く、加えてタクシーの進出や、バスを運行していた仙台市街自動車との競合が、仙台市電の経営を悪化させた。市電は、運行本数の増加、回数券の実質値下げ、贈答用回数券の発売などで経営改善を目指した。また、根本的な経営改善策として、長町線、北仙台線、八幡線、原町線といった第2期線の着工が行われることになった。
仙台市電は1930年（昭和5年）に特許を得て、1932年（昭和7年）にまず長町線の建設に着手した。長町線は舟丁、河原町と延び、そのつど工事が終わったところまで電車が運行された。そして1936年（昭和11年）に省線の長町駅前までの全線が開通した。長町には秋保電気軌道があり、市電は秋保電気軌道との連絡乗車券も販売した。また、長町線の全線開通と同じ年に、循環線沿線の評定河原に仙台市動物園が開園した。これは、市電を所管する仙台市電気水道事業部の事業だった。仙台市は市電の乗客数を増やすために沿線で納涼大会や祭りなどを催していたが、期間限定の催事ではその効果も限定的であるため、恒常的な集客策として動物園を設置したのである。
長町線の次に着工されたのが北仙台線である。北仙台には仙台鉄道の路線が既に敷設されており、これが市電の計画線と交差していた。北仙台線は、国から仙台鉄道との立体交差を求められていたが、費用上の問題から市電は平面交差を仙台鉄道に申し入れた。これに対して仙台鉄道は、市電側の費用負担を条件に、仙台鉄道の起点を通町駅から北仙台に移す案を示し、この案が採用されることになった。こうした経緯を経て、1937年（昭和12年）10月に省線の北仙台駅前まで全線が開通した。
この時期、日本は日中戦争に突入した。北仙台線の次に着手されたのが八幡町線だったが、戦争の影響から軌道の建設に必要な資材が不足し、複線だった予定がひとまず単線での建設になった。土橋通り、八幡町と順に路線が延び、1941年（昭和16年）10月に滝前丁までの全線が開通した。第2期線の中で最後に残った原町線は、原町苦竹に東京第一陸軍造兵廠仙台製造所が設置されたことから、陸軍から早期の開通を求められていた。原町線は、八幡町線と同様に複線から単線に変更の上で、1942年（昭和17年）に着工された。しかし、資材不足が著しく、特に東北本線を跨ぐ花京院橋の建設が遅れ、戦中に原町線が開通することはなかった。
戦争の影響は、市電の運行にも影響を与えた。戦時下でガソリンの統制が行われるようになると、バスは円滑な運行ができなくなり、それに代わって市電が市民の足となった。しかし、資材不足から車両の修繕が満足に行われず、乗客数が増えたのに対して市電の運行本数は減少して、電車は乗客であふれかえった。軍需工場があった長町への工員輸送のために、長町線には重点的に車両が投入された。一般客が乗車の自粛を求められたり、学生が徒歩通学を奨励されたりもした。また、軍隊への招集や軍需産業への転職のために、市電の乗務員に欠員が出るようになり、人員不足が常態化した。仙台市電は1937年（昭和12年）から女性車掌を採用していて、運転士が不足するようになるとまず男性車掌を運転士に異動させ、それでも運転士が足りなくなると女性車掌も運転士とした。1944年（昭和19年）には仙台工業学校の生徒が市電車両の運転研修を受けたが、彼らが正式に運転士を務めることはなかった。
市電は、通常の営業時間外に、食料や防空壕の建設資材を運んでいた。一方で、短い支線だった芭蕉の辻線では、金属類回収令によりレールが撤去された。空襲が予測されるようになると、車庫の他に、北仙台線と八幡町線の終端、長町で接していた秋保電気鉄道の引き込み線に車両が分散して留置された。1945年（昭和20年）7月10日未明の仙台空襲では、ちょうど2両が走行中だったが、これらを含めて車両は被災を免れた。一方で、軌道や架線、信号扱い所などは被害を受けた。被害がなかった荒町以南の長町線では空襲翌日から電車が走り、8月3日からは循環線の南側部分で単線運転が行われた。そして、8月20日に市電全線は復旧した。だが、戦時下で維持に資源を割かなかったために、設備の劣化が進み、全保有車51両のうち18両が稼働可能、7両が修繕可能、その他は運転できない状態だった。

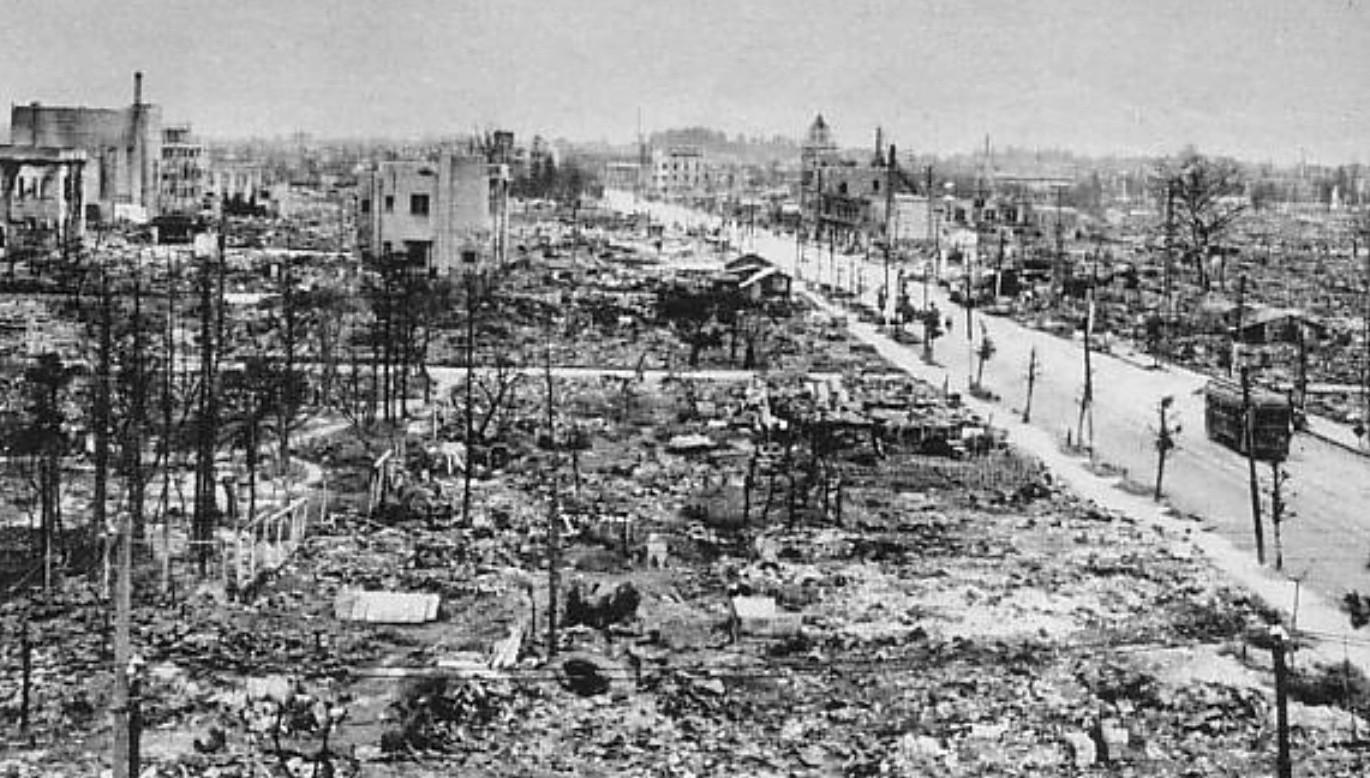
空襲で焼け野原となった仙台市街を走る仙台市電（1945年9月18日）

工事が遅滞していた原町線は、終戦後の1946年（昭和21年）に榴ヶ岡までの区間が開通し、1948年（昭和23年）5月に陸前原ノ町駅前までの全線開通を迎える。

### 市電のピークから廃止へ
戦後、全線で電車の運転が行われていたものの、本格的な復旧には時間を要した。資材不足や物価の高騰などが復旧計画を阻んだ。1947年（昭和22年）から国の補助金を受けられるようになり、軌道の改修や車両の修繕および増備が進んだ。1948年（昭和23年）には仙台市電の車両としては初となる二軸ボギー車のモハ100形電車が落成し、後に増備されていった。またこの頃、市街の主要道が整備され、これと並行して進められた軌道の改修は1950年（昭和25年）までに完了した。
単線として開通した原町線は、1952年（昭和27年）8月に複線となった。原町線沿線には進駐軍の駐屯地や仙台地方専売局、国立仙台病院などの施設があり、加えてこの年の秋に宮城野原公園総合運動場などで行われた第7回国民体育大会に合わせて、輸送力増強が図られたのである。また、同じく単線だった八幡町線も、市民の要望を受けて、1954年（昭和29年）8月に複線化された。この頃の仙台市電は、1日におおよそ9万人の乗客を運んでいた。この間、仙台市電は仙台市営バスと共に仙台市の交通事業局が所管するものとなり、交通事業局は1955年（昭和30年）に仙台市交通局となる。
市電事業は黒字を続けていたが、1958年度（昭和33年度）に、赤字に転落した。これは利用者が減ったのではなく、職員の賃金上昇を運賃値上げでカバーしきれなかったためと、割安の定期券利用者が増えたためである。1960年代に入ると、急増した自動車によって市街地の道路では渋滞が発生するようになった。禁止事項であるにもかかわらず自動車の軌道敷への進入が起こるようになり、これが市電の定時運行を妨げた。市電は交通機関としての信頼を失い、1964年度（昭和39年度）の1日平均9万9670人をピークとして乗車人員は減少に転じた。1966年（昭和41年）には、軌道敷への自動車の進入が認められるようになり、市電の定時運行はより困難なものとなった。
この年、仙台市は交通事業再建五カ年計画を策定し、その中で人件費の削減および市電北仙台線の廃止を決めた。北仙台線があった道路の交通渋滞は特に激しく、また北仙台線の利用者の減少が著しく、それらが廃止の理由として挙げられた。人件費削減のため、1966年（昭和41年）に車掌による料金徴収を止めて料金箱に入れる方式にしてから、1967年（昭和42年）に車掌を乗せないワンマンカーが導入された。1968年（昭和43年）9月の市議会に北仙台線の廃止に関わる議案が提出されると、反対派が議場に乱入して議事が滞った。こうした激しい反対運動があったが、北仙台線は1969年（昭和44年）3月末をもって廃止された。1970年（昭和45年）には全車がワンマンカーとなり、また、残された他路線では初電の繰り下げ、終電の繰り上げ、休日ダイヤの導入など、合理化のために運転本数が削減された。そのため、乗車人員が前年比で9割という状態が続いた。1973年（昭和48年）度の平均乗車人員は1日当たり4万4000人で、営業係数は150だった。この年、仙台市は、市電問題協議会の議論を参考に、仙台市電全線の廃止を決定した。1975年（昭和50年）、市議会で市電廃止議案が可決され、市電の営業は翌年の3月末までとされた。市電の代替としてグリーンバスの運行が決められていたことから、廃止に対して激しい反対は行われなかった。
1976年（昭和51年）3月20日から別れの装飾をまとった電車が現れ、29日以降、運賃は不要となった。記念乗車券が発行され、市電廃止を惜しむ乗客がこれを受け取った。また、北二番丁車庫を代替バス車庫に転用するため、最終日を待たずに全車両が長町車庫に移った。営業最終日である31日、市電の全職員が出勤し、全車両（29両）を通常のワンマンではなく車掌を乗せたツーマンで運転した。朝のラッシュ時間帯で通常の運輸営業は終了し、9時頃から各車両が長町車庫へ入庫した。長町車庫に入庫した一部の電車は代替バス用のスペース確保のため、軌道から脱線させられ地面に直接置かれた。そして、それぞれの終点から別れの装飾電車が終業記念式典を行う県庁市役所前へ集合し、1万人の人々に見送られた。この4両が長町車庫へ入庫して、半世紀のわたる仙台市電の運行は終了した。運行終了後の停留所には市電廃止を知らせる「市電は終わりました。長い間ありがとうございました」と書かれた張り紙が貼られていた。
使用されなくなった市電の車両のほとんどは解体処分となったが、5両が長崎電気軌道に譲渡され、5両が保存されることになった。また、使用されなくなった線路は、諸所で撤去されずに上からアスファルト舗装で隠されたものの、自動車のスパイクタイヤで舗装が摩滅する度に顔を出し、その度に撤去や再舗装されることが1980年代頃まで続いた。仙台市地下鉄東西線工事でも、舗装下に残された軌道敷跡が撤去された。
線路の敷石は1世帯5枚を上限に1枚100円で売却されたが、7200世帯から申し込みがあり抽選が行われたという。2023年時点では個人宅の庭などのほか、鉄道交流ステーションを運営していた東北福祉大学では市民から寄贈された物を保管している。
1991年（平成3年）、仙台市電に関わる車両や資料を展示、保管する仙台市電保存館が開館し、保存車がここの展示物となった。敷石は建設省の要請で同年に完成した青葉通地下道にも使われているという。

### 年表
- 1923年（大正12年）4月11日 仙台市が内務大臣・鉄道大臣に電気軌道敷設の特許申請
- 1924年（大正13年）5月24日 仙台市に電気軌道敷設の特許状を交付
- 1925年（大正14年）
  - 3月 仙台市が内務大臣・鉄道大臣に軌道工事施工許可を申請
  - 9月2日 仙台市会が電気軌道乗車条例を議決
  - 11月1日 着工
  - 11月25日 電気軌道乗車条例の公布
- 1926年（大正15年）11月25日 仙台市電気部電車課設置、市電開通（仙台駅前 - 大町一丁目2.1 km、東五番丁 - 荒町1.2 km）、料金は1区間4銭、モハ1型10両導入、電車開通記念式典挙行（西公園）
- 1927年（昭和2年）
  - 2月4日 芭蕉の辻線着工
  - 4月1日 大町一丁目 - 大学病院前 (1.2 km) 開通
  - 11月24日 仙台駅前 - 光禅寺通 (0.7 km) 開通、料金均一になり5銭
  - 12月25日 光禅寺通 - 県庁前 (0.9 km) 開通
- 1928年（昭和3年）
  - 3月28日 県庁前 - 大学病院前 (1.7 km) 開通、循環線全線開通。西公園の仙台市公会堂で開通式典。芭蕉の辻線竣工。
  - 3月31日 モハ1型車7両購入
  - 4月8日 芭蕉の辻線　南町 - 芭蕉の辻 (0.3 km) 開通
  - 5月6日 電車北二番丁車庫及び電車営業所竣工
  - 12月 第2期線（長町・北仙台・八幡町・原の町線等）の軌道敷設特許申請
- 1930年（昭和5年）
  - 4月1日 電気部電車課を電気水道事業部電車事業部に改める
  - 5月31日 長町・北仙台・八幡町・原の町線敷設の特許状交付
- 1932年（昭和7年）11月26日 第二期軌道建設工事に着手（長町線）
- 1933年（昭和8年）
  - 2月12日 荒町 - 愛宕橋 (0.3 km) 開通
  - 7月5日 愛宕橋 - 誓願寺通 (0.2 km) 開通
  - 12月14日 誓願寺通 - 舟丁 (0.4 km) 開通
- 1934年（昭和9年）
  - 4月 モハ30型6両購入
  - 12月2日 舟丁 - 河原町 (0.6 km) 開通
- 1935年（昭和10年）
  - 8月21日 河原町 - 新河原町 (0.2 km) 開通
  - 10月 モハ30型6両購入
- 1936年（昭和11年）
  - 1月16日 新河原町 - 長町北町 (0.3 km) 開通
  - 8月6日 長町北町 - 長町南町 (0.5 km) 開通
  - 12月11日 長町南町 - 長町駅前 (0.5 km) 開通、長町線全線開通
- 1937年（昭和12年）10月26日 北四番丁 - 北仙台駅前 (1.2 km) 開通、北仙台線全線開通
- 1938年（昭和13年）8月 モハ45型3両購入
- 1939年（昭和14年）7月14日 大学病院前 - 土橋通 (0.6 km) 開通
- 1940年（昭和15年）
  - 12月28日 土橋通 - 八幡町一丁目 (0.4 km) 開通
  - 12月30日 八幡町一丁目 - 八幡町二丁目 (0.2 km) 開通
- 1941年（昭和16年）10月10日 八幡町二丁目 - 滝前丁 (0.4 km) 開通、八幡町線全線開通
- 1942年（昭和17年）
  - 4月1日 電気水道事業部電車事業部を事業部電車課に改める、モハ60型2両江ノ島電鉄より譲受
  - 6月 モハ60型3両東京都より譲受
  - 7月1日 仙台市街自動車を買収
  - 8月21日 事業部に自動車部新設、市営バス営業開始
  - 10月 モハ60型2両名古屋鉄道より譲受
- 1943年（昭和18年）4月1日 戦時下輸送確保のため停留所15か所廃止、機構を交通課電車営業所とする
- 1944年（昭和19年）
  - 3月31日 芭蕉の辻線廃止
  - 7月1日 料金10銭、定期券導入（通勤月3円、工員通勤2円50銭、通学2円）
- 1945年（昭和20年）
  - 7月10日 仙台空襲により循環線、長町線の一部が被害
  - 7月19日 交通課を交通部に改め事業部から独立
  - 8月20日 軌道復旧工事作業完了、全線運転再開
- 1946年（昭和21年）
  - 4月15日 料金倍額で20銭、通勤定期6円、通学定期4円、工員定期券・軍人乗車券廃止
  - 12月25日 花京院 - 榴ヶ岡 (1.6 km) 開通
- 1947年（昭和22年）
  - 1月10日 乗車券の車内販売を廃止し委託販売とする
  - 2月20日 料金30銭、通勤定期9円、通学定期6円
  - 7月7日 料金1円、通勤定期30円、通学定期20円
- 1948年（昭和23年）
  - 1月1日 料金1円50銭、通勤定期45円、通学定期30円
  - 5月5日 榴ヶ岡 - 原町駅前 (1.4 km) 開通、原の町線全線開通
  - 5月28日 料金2円50銭、通勤定期79円、通学定期53円
  - 8月1日 料金5円、通勤定期150円、通学定期80円
  - 12月 モハ100型電車5両購入（初のボギー車）
- 1949年（昭和24年）6月15日 料金7円、通勤定期200円、通学定期100円
- 1950年（昭和25年）
  - 4月1日 乗車券の委託販売を廃止し車内販売に復す
  - 12月 長町車庫開設
- 1951年（昭和26年）
  - 3月 長町車庫完成。
  - 12月27日 料金10円、通勤定期300円、通学定期甲種250円・乙種150円
- 1952年（昭和27年）10月1日 機構改革、交通部を交通事業局に改組
- 1954年（昭和29年）
  - 7月25日 モハ200型5両購入
  - 8月1日 全線複線化完成
- 1955年（昭和30年）9月16日 機構改革、交通事業局を交通局に改組。電車部、自動車部設置
- 1959年（昭和34年）3月 モハ400型4両購入
- 1964年（昭和39年）8月 モハ180型、琴平参宮電鉄より譲受
- 1965年（昭和40年）8月 モハ130型、茨城交通より譲受
- 1966年（昭和41年）料金箱の設置
- 1967年（昭和42年）11月7日 電車ワンマンカー運行開始。1970年までに全車両に
- 1968年（昭和43年）
  - 4月 モハ2000型、モハ3000型、呉市交通局より譲受
  - 9月18日 北仙台線廃止に関する議案を市議会で可決
- 1969年（昭和44年）4月1日 北仙台線廃止
- 1971年（昭和46年）5月1日 機構改革、電車北二番丁営業所と長町営業所を統合して電車営業所とする
- 1973年（昭和48年）3月8日 市電廃止方針を市議会で市長表明
- 1974年（昭和49年）4月1日 運行経費節減のため、運行終了時刻を21時に繰り上げ
- 1975年（昭和50年）
  - 10月4日 市電全線廃止に関する議案を市議会で可決
  - 10月 軌道事業廃止許可を申請
- 1976年（昭和51年）
  - 3月22日 軌道事業廃止許可
  - 3月25日 市電廃止記念お別れ電車運転（31日まで）
  - 3月31日 市電運行最終日、終業記念式典挙行
  - 4月1日 市電廃止
- 1991年（平成3年）4月25日 地下鉄富沢車両基地内に仙台市電保存館開館[26]

## 路線データ
廃止時点のもの。特記以外は1976年4月1日廃止。

### 循環線
- 路線距離（営業キロ）：6.0 km
- 軌間：1067mm
- 駅数：16駅（起終点駅含む）
- 複線区間：全線
- 電化区間：全線

仙台駅前 - 中央三丁目 - 郵政局前 - 一番町郵便局前 - 高等裁判所前 - 片平一丁目検察庁前 - 大町西公園前 - 市民会館前 - 交通局前 - 大学病院前 - 木町通二丁目 - 二日町 - 県庁市役所前 - レジャーセンター前 - 錦町 - 花京院 - 中央一丁目 - 仙台駅前
循環線は仙台市中心部の環状路線である。ただし、循環線内のみを東京の山手線のごとく環状運転する系統はなかった。市電開業当時の仙台市の中心業務地区は、芭蕉の辻を中心とした国分町通や、仙台市役所や宮城県庁などがある勾当台等であり、そのほか東北帝国大学本部（現在の東北大学片平キャンパス）、東北帝国大学医学部附属病院、西公園を除けば、循環線の沿線は概ね住宅地であった。しかし、循環線の開通により、沿線の南町通、勾当台通、駅前通などの業務・商業地化が進み、現在の都心部の基盤を造った。市電建設前には、現在の西公園通と呼ばれている道の北端は北一番丁だったが、市電建設の際に北四番丁まで延伸された。
市電の廃止後は、長町 - 八幡町を結ぶ1, 2系統がグリーンバスとして運行されるようになった。1987年（昭和62年）7月、仙台市地下鉄南北線開業による系統再編で、中央循環に変更され同区間を走っていたが、1997年（平成9年）に廃止された。また、近年まで仙台駅前 - 交通局大学病院前 - 市営バス川内営業所前の路線がそれに似た形で運行されていたが、2015年（平成27年）12月6日、仙台市地下鉄東西線開業による路線再編で全線が廃止され、現在、仙台駅前 - 市民会館前、交通局大学病院前 - 大学病院前間を、市電の路線に沿うように運行する公共交通機関はなくなった。
木町通北四番丁角には市電の信号扱い所があり、市電の廃止後にここは木町通交番となった。

### 長町線
- 路線距離（営業キロ）：4.2 km
- 軌間：1067mm
- 駅数：13駅（起終点駅含む）
- 複線区間：全線
- 電化区間：全線

中央三丁目 - 鉄道管理局前 - 五ツ橋 - 荒町日赤病院前 - 愛宕橋 - 石垣町 - 舟丁 - 河原町 - 広瀬橋 - 長町一丁目 - 長町三丁目 - 長町支所前 - 長町駅前
長町支所前 - 長町車庫（0.3 km、単線、非営業線）
長町線は循環線から南へ延びる路線で、市中心部と長町を結んだ。長町では東北本線および秋保電気鉄道と乗り換えることができた。江戸時代には、仙台城下町から奥州街道を江戸方面に上ると最初の宿場町が長町宿だった。仙台城下の奥州街道は、南町の南端から広瀬橋に至るまでクランクの連続だった。この付近には、長町線の新設に伴い、広瀬川に沿う直線道路が作られた。
市電の廃止後、長町 - 八幡町を結ぶ1,2系統はグリーンバスとして運行を続けた。

### 芭蕉の辻線

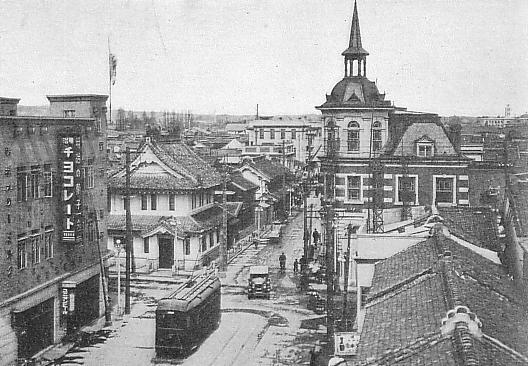
1930年（昭和5年）頃の芭蕉の辻。芭蕉の辻駅が見える。

- 路線距離（営業キロ）：0.3 km
- 軌間：1067mm
- 駅数：2駅（起終点駅含む）
- 複線区間：全線
- 電化区間：全線

東一番丁 - 芭蕉の辻 （1944年廃止）
芭蕉の辻線は、循環線の南町通りから循環線の内側の芭蕉の辻までを繋ぐ短い路線である。この路線をさらに北へ延伸する構想もあったが、着工には至らなかった。芭蕉の辻線の敷設に伴い、現在の国分町通りの南町部分が拡幅されたのに対し、軌道が敷かれなかった芭蕉の辻より北側の区間は拡幅されなかった。

### 北仙台線
- 路線距離（営業キロ）：1.2 km
- 軌間：1067mm
- 駅数：5駅（起終点駅含む）
- 複線区間：全線
- 電化区間：全線

二日町 - 北六番丁電波監理局前 - 北八番丁児童相談所前 - 堤通 - 北仙台駅前 （1969年4月1日廃止）
北仙台線は循環線から北方向へ延びる路線で、市中心部と北仙台地区を結んだ。北仙台では、仙台鉄道や仙山線と乗り換えることができた。三つの鉄道路線が集まった北仙台は、仙台の北のターミナルとして発展した。なお、仙台鉄道はもともと通町駅を起点としていたが、仙台市電との平面交差を回避するために、北仙台駅に起点を移した。また、勾当台通りの北端はもともと北四番丁だったが、北仙台線の敷設に伴い北側へ延伸した。
北仙台線の廃止後、この路線は市営バス系統として再編された。一部は通学対策を兼ねて北仙台駅 - 川内亀岡線として運行された。
仙台北警察署が建つ場所はかつての仙台市電の倉庫跡である。

### 八幡町線
- 路線距離（営業キロ）：1.5 km
- 軌間：1067mm
- 駅数：5駅（起終点駅含む）
- 複線区間：全線
- 電化区間：全線

大学病院前 - 厚生病院前 - 八幡一丁目 - 八幡二丁目 - 八幡神社前
八幡町線は循環線から西へ延びる路線で、市中心部と大崎八幡宮の門前町である八幡町を結んだ。大崎八幡宮でどんと祭が行われる日には、八幡町線はバスと共に臨時の増発ダイヤで運転されていた。八幡町線開通前は、八幡町へは北三番丁のみが通じており、山形県方面へ通じる作並街道として機能していた。北四番丁の西端は土橋通だったが、八幡町線新設に合わせて北四番丁は拡幅され、土橋通より西側へ延伸された。

### 原町線
- 路線距離（営業キロ）：2.9 km
- 軌間：1067mm
- 駅数：9駅（起終点駅含む）
- 複線区間：全線
- 電化区間：全線

花京院 - 小田原一丁目 - 常盤木学園前 - 小田原二丁目 - 榴ヶ岡気象台前 - 総合グランド宮城野中学校前 - 五輪一丁目国立病院入口 - 五輪二丁目 - 原町駅前
原町線は循環線から東へ延びる路線で、市中心部と原町地区を結んだ。原町線の終点「原町駅前」では、仙石線と乗り換えることができた。江戸時代には、仙台城下町から石巻街道を下ると最初の宿場町が原町宿だった。原町線の敷設に伴い、旧街道と並行する大通りが新設された。この大通りは花京院通から延び、榴ヶ岡付近で旧街道と交差し、原町へと続いた。これが幹線道路として国道45号となる。
市電廃止当初、グリーンバス原町循環が運行されていた。しかし、運行区間の中途半端さから利用者は低迷し、既存の市営バス燕沢線（東仙台営業所 - 仙台駅前）と統合、交通局循環線となった。現在は東仙台営業所 - 仙台駅に戻り、循環運転はしていない。

### 車庫
- 北二番丁車庫（現・仙台市交通局木町通駐車場）
- 長町車庫（現・仙台市交通局長町営業所）

### 系統
1. 長町駅前 - 中央三丁目 - 仙台駅前 - 県庁市役所前 - 大学病院前 - 八幡神社前
2. 長町駅前 - 中央三丁目 - 一番町郵便局前 - 交通局前 - 大学病院前 - 八幡神社前
3. 北仙台駅前 - 二日町 - 県庁市役所前  - 仙台駅前 - 一番町郵便局前 - 交通局前 - 大学病院前 - 二日町 -北仙台駅前
4. 北仙台駅前 - 二日町 - 交通局前 - 一番町郵便局前 - 仙台駅前 - 県庁市役所前 - 二日町 -北仙台駅前
5. 広瀬橋 - 中央三丁目 - 仙台駅前 - 県庁市役所前 - 大学病院前 - 八幡神社前
6. 広瀬橋 - 中央三丁目 - 一番町郵便局前 - 交通局前 - 大学病院前 - 八幡神社前
7. 愛宕橋 - 中央三丁目 - 仙台駅前 - 県庁市役所前 - 大学病院前 - 交通局前
8. 愛宕橋 - 中央三丁目 - 一番町郵便局前 - 交通局前
9. 原町駅前 - 花京院 - 県庁市役所前 - 大学病院前 - 交通局前（10系統へ）
10. 原町駅前 - 花京院 - 仙台駅前 - 中央三丁目 - 一番町郵便局前 - 交通局前（9系統へ）
11. 原町駅前 - 花京院 - 県庁市役所前 - 大学病院前 - 八幡神社前
12. 原町駅前 - 花京院 - 仙台駅前 - 中央三丁目 - 長町駅前
13. 広瀬橋 - 中央三丁目 - 仙台駅前 - 県庁市役所前 - 大学病院前 - 交通局前
14. 広瀬橋 - 中央三丁目 - 一番町郵便局前 - 交通局前
15. 北仙台駅前 - 二日町 - 県庁市役所前  - 仙台駅前 - 中央三丁目 - 広瀬橋
16. （欠番）
17. 北仙台駅前 - 二日町 - 県庁市役所前  - 仙台駅前 - 中央三丁目 - 長町駅前

3、4、15、17系統の北仙台駅前以外の停留所名は全線廃止時点のもの

## 車両

モハ100形（長町駅前）

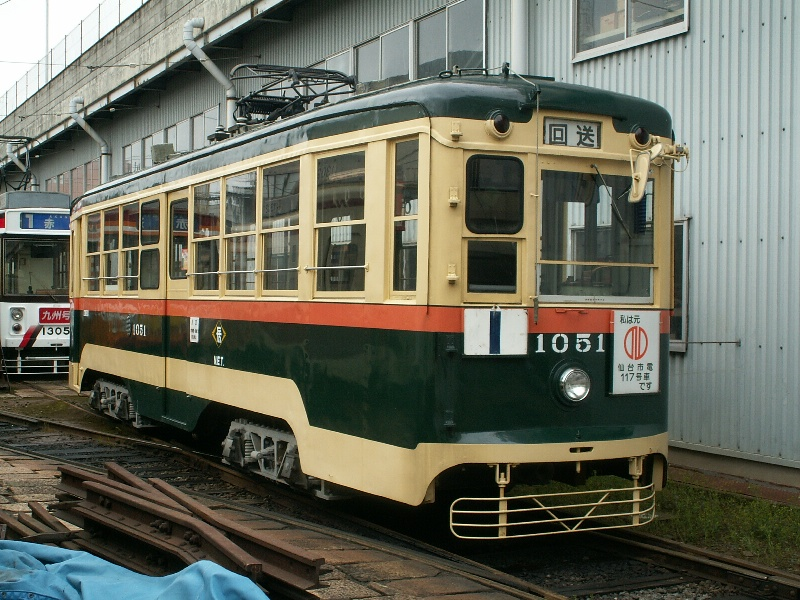
モハ100形117号（現・長崎電気軌道1050形1051号）

モハ1

1925年製、単車、1962年まで運用。1号が仙台市電保存館で保存。
モハ30

1934年製、単車、1965年まで運用。39号が燕沢の善応寺に保存されたが、後に解体。
モハ43

1938年製、単車、1965年まで運用。3両のみ製造。
モハ70
単車、1948年、東京都交通局から譲受し、改番して運用された。
モハ60

単車、1940 - 1942年にかけて、東京都交通局、江ノ島電鉄、名古屋鉄道から譲受。改番して運用。うち4両（61、63、65、66）は1949年3月に秋保電鉄へ譲渡された。
モハ100

1948 - 1951年製、初のボギー車。当初は前面は3枚窓、前後扉、ポール集電だったが、1965年にワンマン改造されて非対称の2枚窓、前中扉、Zパンタになった。全線廃止まで運用され、123号が仙台市電保存館で保存、5両が長崎電気軌道に譲渡、うち121号がオーストラリアのシドニー路面電車博物館に再譲渡、もう1両が仙台に戻り、旧秋保電鉄の秋保温泉駅跡に保存された。長崎電気軌道に譲渡された車両は仙台 (1000) と製造された1950年代 (50) を合わせて1050形と改番されている。2019年まで1両（117号→1051号）が動態保存されイベント時などに臨時運行されていた。冷房化は行われていない。しかし、動態保存の維持管理が困難になったとして、2019年3月31日をもって引退、西武園ゆうえんちで展示される。
モハ130
ボギー車、前後扉。元茨城交通水浜線の車両で1965年に同社から譲受。ワンマン改造されることなく1974年（一部は1972年）まで運用。
モハ180
ボギー車、前後扉。1964年に琴平参宮電鉄から譲受。ワンマン改造されることなく1970年（一部は1969年）まで運用。
モハ200

1954 - 1957年製、ボギー車、前中扉。当時流行した流線型の車体で前面2枚窓、1968年にワンマン化改造されて全線廃止まで運用。当初はビューゲル集電だったが、Zパンタと菱形パンタに換装されている。当初208号も仙台市電保存館で保存予定だったが状態の悪さから屋根が腐食したため、解体された。
モハ300

連接車。1955年にモハ1（27、28、29、30の4両）を2両1編成に改造して1965年まで運用された。
モハ400

1959 - 1963年製、ボギー車。当初からワンマン化する目的の前6枚窓配置、前中扉で製造。全線廃止まで運用されて、415号は仙台市電保存館で保存されている。同タイプの電車として函館市電710形・800形、東京都電8000形がある。
モハ2000
ボギー車、前中扉。1968年に呉市交通局（呉市電）から譲受、全線廃止の直前まで運用。1976年2月に長町車庫で解体。同型車は伊予鉄道にも譲渡された。
モハ3000
ボギー車、前中扉。1968年に呉市電から譲受、全線廃止の直前まで運用。1976年2-3月に長町車庫で解体。前頭部が狭く絞られていない車体で、カーブでは対向車と接触する恐れがあったため、運行には気を使ったという。
モミ1
1926年製造、散水車。
なお、仙台市交通局の観光路線バスるーぷる仙台の車両として、仙台市電が1960年代後半ごろ採用していたクリーム、オレンジ、緑の3色塗装に似せたものが2017年（平成29年）に登場した。